# ملك الماكريل
ملك الماكريل أو سمكة الماكريل هونوع مهاجر من الماكريل في غرب المحيط الأطلسي وخليج المكسيك. إنه نوع مهم لكل من الصناعات الصيد التجارية والترفيهية.

## الوصف
يعتبر ملك الماكريل سمكة متوسطة الحجم ، وعادة ما يتراوح وزنها بين 5 كجم (11 رطلاً) و 14 كجم (30 رطلاً)، ولكن من المعروف أنها تتجاوز 40 كجم (90 رطلاً). الجسم كله مغطى بمقاييس صغيرة جدًا، بالكاد مرئية، ومرفقة بشكل غير محكم. الزعنفة الظهرية الأولى (الشوكية) عديمة اللون تمامًا وعادة ما يتم طيها مرة أخرى في أخدود الجسم، مثل زعانف الحوض. يبدأ الخط الجانبي عالياً من الكتف، ثم ينخفض فجأة عند منتصف الجسم ثم يستمر كخط أفقي متموج حتى الذيل. اللون زيتوني على الظهر، يتلاشى إلى الفضي مع تقزح وردي على الجانبين، يتلاشى إلى الأبيض على البطن. تظهر على الأسماك التي يقل وزنها عن 5 كجم (11 رطلاً) بقعًا بنية مائلة إلى الصفراء على الجوانب ، وهي أصغر إلى حد ما من بقع الماكريل الأسباني الأطلسي. أسنانه المقطوعة كبيرة وموحدة ومتقاربة المسافات ومسطحة من جانب إلى آخر. تبدو هذه الأسنان مشابهة جدًا لأسنان السمكة الزرقاء.

## الإنتشار
ملك الماكريل هو نوع شبه استوائي من ساحل المحيط الأطلسي للأمريكتين. شائع في المنطقة الساحلية من كارولاينا الشمالية إلى البرازيل، ويحدث في أقصى الجنوب مثل ريو دي جانيرو، وأحيانًا في أقصى الشمال مثل خليج مين ويوجد أيضًا في الساحل الشرقي للهند، في خليج البنغال والمحيط الهندي والغرب وتحديداً بساحل الهند في بحر العرب. ومع ذلك، فإن تفضيل درجات حرارة الماء في النطاق من 20 إلى 29 درجة مئوية (68 إلى 84 درجة فهرنهايت) قد يحد من الإنتشار.
ينتشر ملك الماكريل عادة في أعماق تتراوح بين 12-45 مترًا (40-150 قدمًا)، حيث توجد المصايد الرئيسية. غالبًا ما يحدث مع ملك الماكريل الأكبر حجمًا (أثقل من 9 كجم أو 20 رطلاً) على الشاطئ، وأحيانًا حتى على عمق 180 مترًا (590 قدمًا) عند حافة تيار الخليج.

## أنماط الهجرة
تم العثور على مجموعتين مهاجرتين على الأقل من ملك الماكريل قبالة الساحل الأمريكي. تتراوح مجموعة خليج المكسيك من ساحل تكساس في الصيف إلى الساحل الشرقي الأوسط لفلوريدا من نوفمبر حتى مارس. يحدث التبويض طوال فصل الصيف قبالة ساحل الخليج.
مجموعة الأطلسي وفيرة قبالة ولاية كارولينا الشمالية في الربيع والخريف. تهاجر هذه المجموعة إلى جنوب شرق فلوريدا، حيث تتكاثر من مايو حتى أغسطس، وتعود ببطء خلال الصيف. على ما يبدو تعيش هذه المجموعة في الشتاء في المياه العميقة قبالة كارولينا، حيث أظهرت دراسات وضع العلامات أنها لم يتم العثور عليها أبدًا قبالة فلوريدا في فصل الشتاء.

## دورة الحياة
يتم إلقاء البويضات والحيوانات المنوية في البحر ويتم التصاقها بالصدفات. اعتمادًا على الحجم، قد تسقط الأنثى من 50000 إلى عدة ملايين من البيض خلال موسم التكاثر. يفقس البيض المخصب في حوالي 24 ساعة. يبلغ طول اليرقة حديثة الفقس حوالي 2.5 مم (0.098 بوصة) مع كيس صفار كبير. لا يُعرف الكثير عن ملك الماكريل في السنة الأولى من حياتهم. يبلغ متوسط وزن الأسماك الحولية عادة 1.4-1.8 كجم (3.1-4.0 رطل) وطول شوكة 60 سم (24 بوصة). في سن السابعة، يبلغ متوسط وزن الإناث 10 كجم (22 رطلاً) والذكور 5 كجم (11 رطلاً). قد يصل وزن ملك الماكريل إلى 40 كجم (88 رطلاً)، ولكن من المؤكد تقريبًا أن أي أنثى يزيد وزنها عن 7 كجم (15 رطلاً).

## كغذاء
اعتبارًا من عام 2005، يتم تسويق سمك الماكريل بشكل أساسي طازجًا. يمكن بيعها على شكل شرائح أو شرائح لحم أو في شكل دائري (كامل). اللحم النيء ضارب إلى الرمادي بسبب محتواه العالي من الدهون. وأفضل طريقة لتحضيرها هي الشوي أو القلي.

### تغذية
وفقًا لإدارة الغذاء والدواء الأمريكية، يعد سمك الماكريل واحدًا من أربع أسماك، جنبًا إلى جنب مع سمك أبو سيف وسمك القرش وسمك التلفيش، والتي يجب على الأطفال والنساء الحوامل تجنبها بسبب ارتفاع مستويات ميثيل الزئبق الموجودة في هذه الأسماك وما يترتب على ذلك من مخاطر الزئبق.